# Radar imageur
Pour les articles homonymes, voir radar (homonymie).

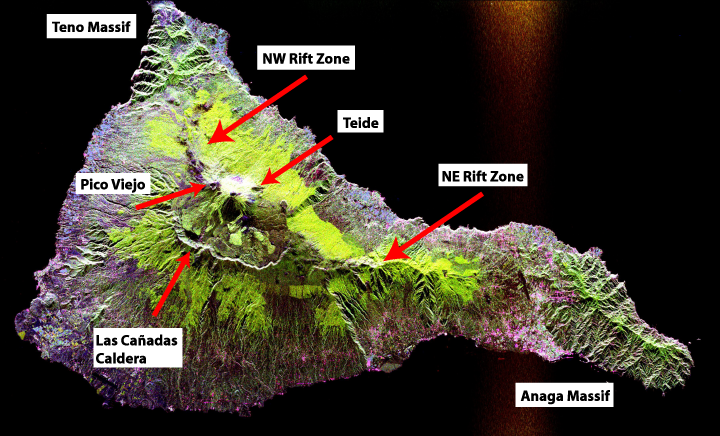
Image prise par un radar à synthèse d'ouverture (RSO), monté sur satellite, de l'île de Tenerife aux îles Canaries, montrant les détails géographiques et la végétation en fausses couleurs.

Un radar imageur est un radar actif qui émet un faisceau d'impulsions dans le domaine des longueurs d'onde centimétriques ou millimétriques pour représenter en deux ou trois dimensions l'environnement exploré. 
Cette imagerie a des applications tant civiles que militaires. Les systèmes radar peuvent être montés sur des satellites ou des avions, mais peuvent également fonctionner au sol. Les radars imageurs aéroportés servent à cartographier la Terre et les autres planètes, la sélection de la longueur d'onde permettant de s'affranchir de la présence de nuages ou de poussières en forte densité,. Cette cartographie du sol permet d'étudier les changements de la croûte planétaire ou l'utilisation des sols, les zones humides, etc. 
Les radars météorologiques, les géoradars et la tomographie à micro-ondes en médecine sont tous d'autres radars imageurs, mais cette fois au sol.

## Principe
Le radar primaire classique est conçu pour montrer la position et le déplacement de cibles très réflectives sur des affichages en coordonnées cartésiennes ou polaires à partir de l'écho du faisceau émis, sans préciser la forme de l'objet. Les radars imageurs utilisent plutôt une série d'impulsions cohérentes décalées dans le temps et l'espace, mais illuminant les mêmes points, pour obtenir une image complète de l'environnement sondé.
Plusieurs techniques ont été développées pour obtenir ces images, la plupart utilisent l'effet Doppler lié à la vitesse relative radiale entre le radar et la cible, l'interférométrie entre les différents échos venant du même endroit et l'effet stéréoscopique entre deux points de vue différents. Les plus connues sont le radar à visée latérale, le radar à synthèse d'ouverture (RSO) et le radar à synthèse d'ouverture inverse(RSOI).

## Techniques

### Radar à visée latérale

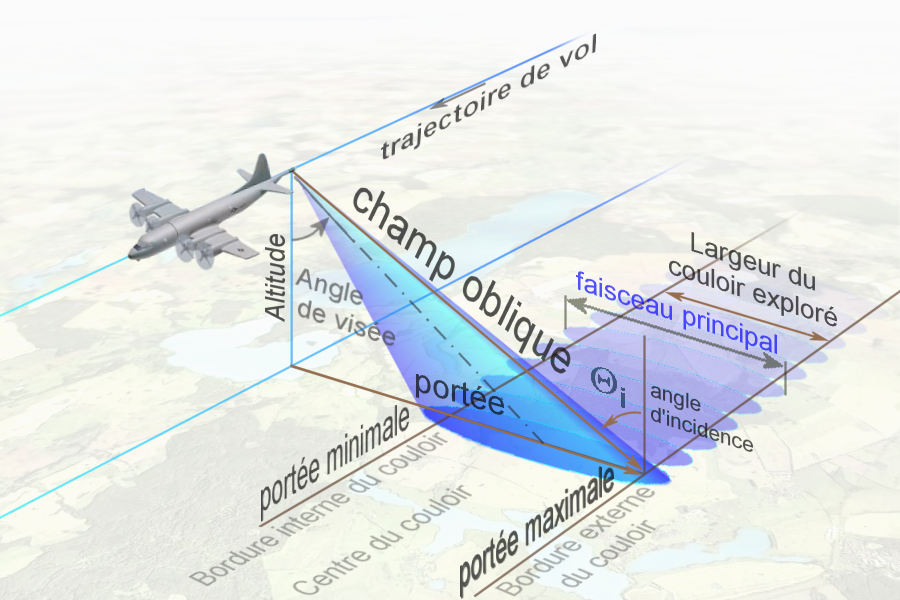
Géométrie du faisceau du radar à visée latérale.

Un radar à visée latérale (RVL) est un radar dont l'antenne est orientée latéralement par rapport à son porteur. En pratique, ce terme désigne des radars imageurs embarqués qui explorent en vol une zone décalée latéralement par rapport à la trajectoire du véhicule et pour lesquels la résolution azimutale est directement liée à l'ouverture réelle de l'antenne utilisée. Il sert à produire des bandes de grande définition présentant des détails semi-photographiques.

### Radar à synthèse d'ouverture

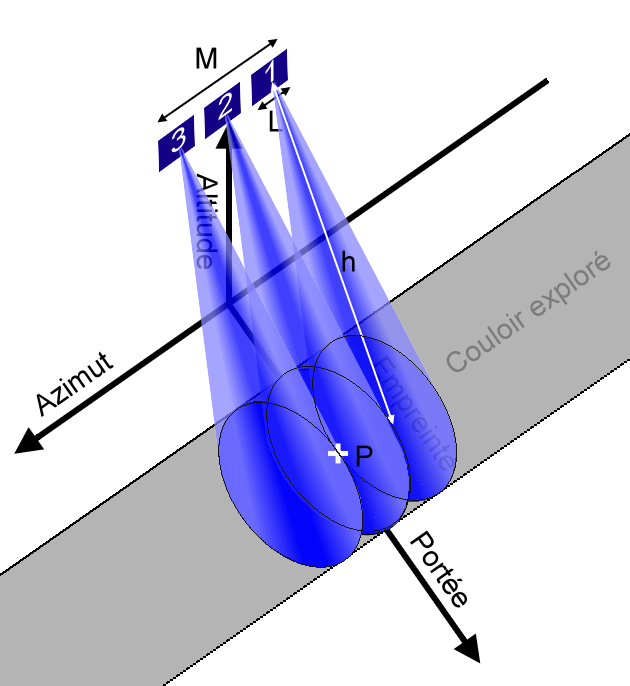
Principe de fonctionnement du RSO. Le point P est illuminé plusieurs fois par le radar en mouvement.

Un radar à synthèse d'ouverture (RSO) effectue un traitement des données afin d'améliorer la résolution en azimut. L’antenne du radar est fixée sur une face latérale d'un porteur (avion ou satellite), comme un RVL. Elle a cependant une ouverture azimutale assez grande (plusieurs degrés) dans la direction du mouvement et latéralement elle peut aller de l'horizon à la verticale, ce qui donne une résolution assez faible. L'arrivée des échos s'effectuant à différents temps, on peut obtenir une image grossière du sol si on ne sonde que dans une direction fixe. 
Comme le radar se déplace, le même point est cependant illuminé plusieurs fois, on obtient une série de données pour chaque point sous le radar. En combinant la variation d'amplitude et de phase de ces échos, le traitement de synthèse d'ouverture permet d'obtenir des images des zones observées comme si on utilisait une large antenne à très grande résolution. Comme le traitement se fait par transformée de Fourier, il est en général calculé ultérieurement ou à distance par un ordinateur puissant.

### Radar à synthèse d'ouverture inverse
Un radar à synthèse d'ouverture inverse (RSOI) est un autre type de système RSO qui peut produire des images de haute résolution en deux et trois dimensions. Un tel système est constitué d'une antenne fixe de radar qui examine une scène cible en mouvement. C'est théoriquement équivalent au RSO en résolution azimutale et réalisé en enregistrant le mouvement relatif entre le capteur et l'objet. Les algorithmes de traitement de ces systèmes sont plus complexes pour tenir compte de la correction d'erreurs sur l'estimation du mouvement de la cible. Le concept de RSOI est couramment utilisé sur des navires ou aéronefs pour fournir une image radar d'une qualité suffisante pour la reconnaissance de cibles non coopératives : discriminer entre les différents missiles, avions militaires et civils, satellites, etc..
L'imagerie RSOI peut cependant ne pas obtenir le vrai azimut et déplacement de la cible. En effet, l'image en projection 2D de la cible se fait grâce à la détermination de sa distance au radar et de sa vitesse radiale Doppler, or cette dernière n'est qu'une projection de la vitesse réelle (par ex. une vitesse nulle peut autant provenir d'une cible au repos par rapport au radar que d'une autre se déplaçant perpendiculairement au radar). De plus, la surface équivalente radar (SÉR), qui détermine la réflectivité de chaque point de la scène ou cible, varie selon l'angle de vision. Il faut donc déterminer la trajectoire de la cible d'une autre façon et faire des approximations sur la variation de la SÉR avec l'angle, autrement l'image peut ne pas refléter la forme réelle de la cible.

### Radar monopulse 3-D

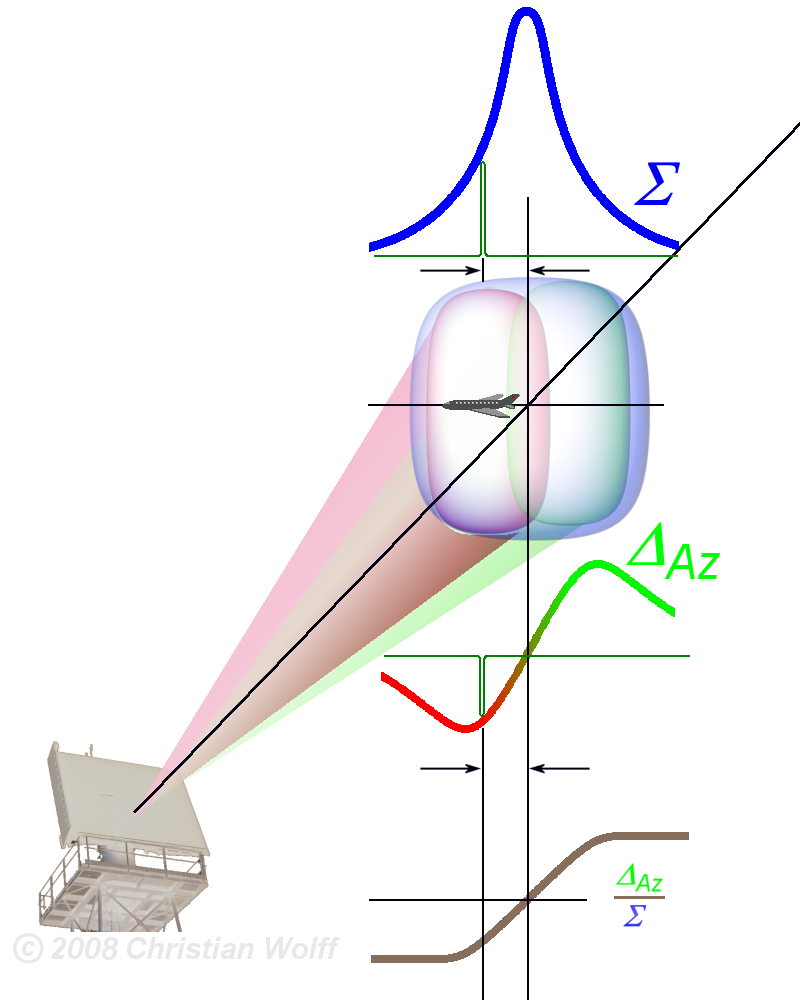
Faisceau d'un radar monopulse à antenne réseau à commande de phase divisé en deux lobes.

Dans le radar monopulse à une dimension, au lieu d'émettre le signal tel quel à la sortie de l'antenne le faisceau est divisé en plusieurs lobes (deux le plus souvent) chacun dirigé dans une direction légèrement différente tout en gardant un certain recouvrement. Ensuite, les signaux réfléchis sont reçus, amplifiés et traités séparément puis comparés les uns aux autres. On détermine ainsi le signal reçu le plus puissant et, partant, la direction de la cible. Étant donné que la comparaison se fait sur des signaux émis pendant le même train, généralement quelques microsecondes, on s'affranchit des changements de position ou de direction de la cible.
La technique monopulse à trois dimensions utilise le même principe pour obtenir la position de chaque partie de la scène sondée vue depuis deux ou trois directions et portées. En utilisant les mêmes algorithmes que pour le RSOI afin de séparer les rétrodiffuseurs individuels par une transformée de Fourier de leur vitesse radiale, il est possible d'obtenir une image des objets sondés. Cette technique est utilisée surtout pour les cibles proches.

### Radar volumique

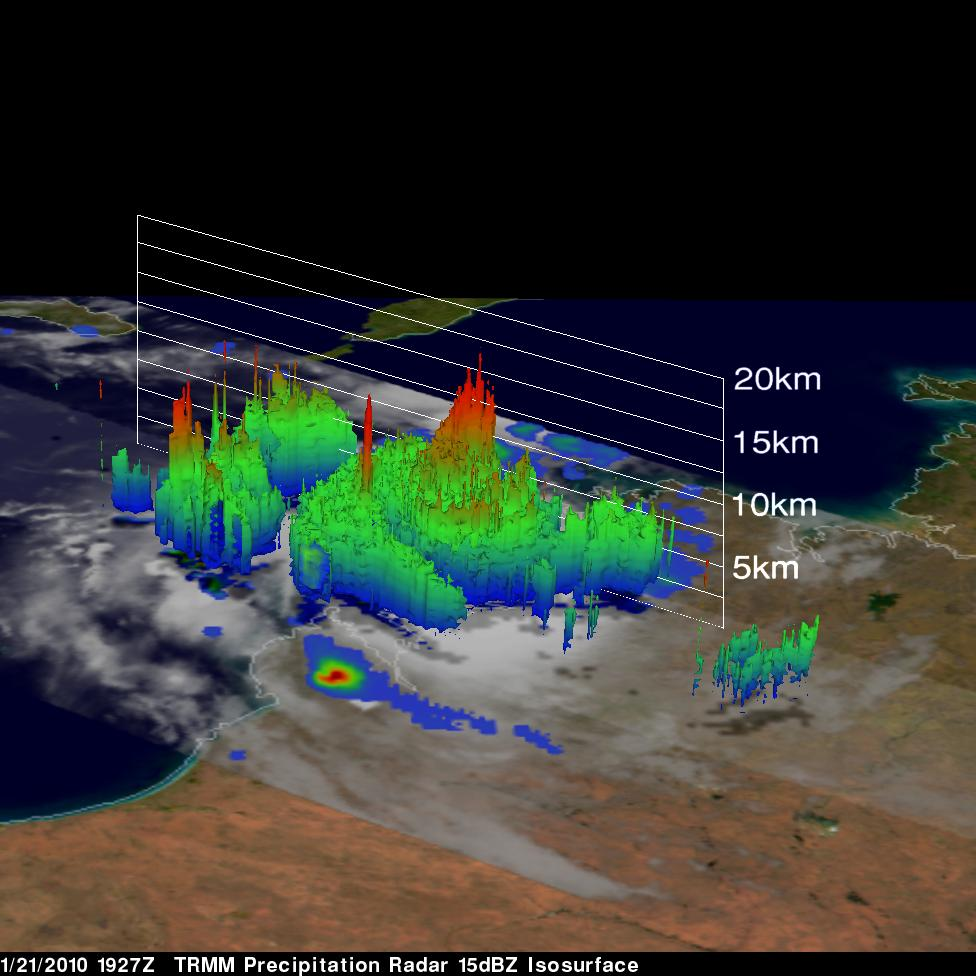
Image obtenue à partir des données fournies par le radar et un imageur micro-onde passif montrant l'intensité des orages près de l’œil du cyclone Magda sur la cote nord-ouest de l'Australie le 21 janvier 2010.

Différents types de radars utilisent la variation du milieu traversé pour en cartographier la structure. Ainsi, l'onde passant d'un milieu peu dense comme l'air à un autre plus dense produira un écho proportionnel au changement ou aux propriétés diélectriques du second. Par exemple, le faisceau d'un radar centimétrique passe facilement à travers l'air mais est réfléchi partiellement par l'eau liquide et l'intensité de l'écho est proportionnelle au taux des précipitations. Un tel radar peut donc cartographier en trois dimensions les précipitations de la région. En choisissant une autre longueur d'onde, il est possible de sonder les sols ou même le corps humain. Les radars imageurs volumiques se retrouvent donc autant dans les satellites météorologiques, qu'en médecine.

## Avantages sur l'imagerie optique
Les bénéfices de l’imagerie radar sur l’imagerie optique sont multiples : 
- Capacité de vision par tout temps, en particulier pour examiner les pays régulièrement nuageux comme ceux de la ceinture équatoriale ;
- Propriétés d’imagerie cohérente (c’est-à-dire ses capacités à collecter des signaux en amplitude et en phase) utilisées en interférométrie où elles permettent des mesures d’altitudes extrêmement fines et des contrôles de déplacement plus fins encore (des fractions de la longueur d’onde utilisée) ;
- Complémentarités qu’elle apporte à l'imagerie optique. Elle est particulièrement sensible aux propriétés géométriques des cibles qu’elles soient microscopiques (rugosité, effets de surface) ou macroscopiques (orientation, multiréflections), tandis que l’imagerie optique est plus sensible aux propriétés physico-chimiques des cibles (émissivité, albédo, couleur). Parmi les propriétés auxquelles le radar est sensible, la nature des matériaux (cibles métalliques, par exemple), ou leur état (humidité des sols, sécheresse d’une végétation) sont des paramètres importants souvent imperceptibles en optique.

## Applications
Les applications (civiles) de ce type d’images sont nombreuses, on peut citer :
- Géologie (tectonique, failles, sous-sol, désertification, etc.) ;
- Océanographie et météorologie (suivi des icebergs pour la navigation, courants marins/courantographie et fronts, ondes internes, vagues, précipitations, etc.) ;
- Cartographie et localisation ;
- Végétation et forêts (prévision agricole, biomasse, humidité, etc.) ;
- Hydrologie (humidité des sols, rugosité, érosion, limite eau-terre, extension de la neige, etc.) ;
- Glaciologie (type et extension des glaces de mer ou continentales, volume ;
- Études des planètes et de leur sous-sol ;